# Dischidia cylindrica
Dischidia cylindrica là một loài thực vật có hoa trong họ La bố ma. Loài này được W.W.Sm. mô tả khoa học đầu tiên năm 1917.